# Morsárfoss
Morsárfoss, con i suoi 227 metri di altezza, è la cascata più alta dell'Islanda. Si trova all'interno del Parco nazionale del Vatnajökull, nel territorio del Hornafjörður, nella regione dell'Austurland, nel sud-est dell'Islanda.
La cascata Morsárfoss è stata osservata per la prima volta nel 2007 e misurata nel 2011. Con l'altezza menzionata, supera di circa 30 metri Glymur, a lungo considerata la cascata più alta d'Islanda. Si stima che l'altezza effettiva di Morsárfoss, comprese le parti coperte dal ghiaccio nella parte superiore e inferiore della cascata, sia di oltre 240 metri.

## Denominazione
Morsárfoss è un toponimo islandese che significa cascata del Morsá. Morsá è il nome del fiume originato dall'acqua di fusione del ghiacciaio Morsárjökull, e che dopo pochi chilometri sfocia nello Skeiðará.
La denominazione è diventata ufficiale dal 14 agosto 2011. Il nome è stato determinato da un referendum condotto dal quotidiano Morgunblaðið dal 14 al 30 giugno 2011. Sono pervenute 1991 proposte in cui sono stati suggeriti 986 nomi diversi. Morsárfoss è stata la proposta più apprezzata con 119 menzioni, seguita da Klettafoss ("Felsfall") e Morsi con 56 menzioni ciascuno. 50 menzioni sono state date al nome Jökulfoss (cascata del ghiacciaio), 45 a Morsárfossar (cascate del Morsá). La maggior parte dei nomi suggeriti si riferiva all'altezza della cascata, al rumore che provoca, alle sue proprietà di sgorgare da un ghiacciaio o di essere semicoperta dal ghiaccio, o ai nomi di luoghi nelle sue vicinanze. Il geologo Jón Viðar Sigurðsson, corresponsabile della misurazione dell'altezza, suggerì anche il nome Þrymur, un termine del mondo nordico delle leggende che allude ai rumori prodotti dai blocchi di ghiaccio che spesso cadono alla cascata, e al suono che ricorda il nome Glymur.

## Posizione, origine e aspetto
Morsárfoss si trova nel punto in cui la lingua glaciale del Morsárjökull si stacca dal ghiacciaio Vatnajökull. Qui si trova una parete rocciosa quasi verticale, originariamente nascosta sotto il ghiaccio del ghiacciaio, lunga oltre un chilometro e alta circa 240 m. Presumibilmente a causa del riscaldamento globale, il Morsárjökull si è ridotto nel giro di pochi decenni a tal punto che la sua connessione con il Vatnajökull si è interrotta nella sua parte centrale. Di conseguenza, la parete rocciosa è venuta alla luce e il Morsárjökull ora inizia "dal nulla" ai piedi della parete rocciosa. Il ghiacciaio si incunea tra due montagne per circa tre chilometri e mezzo e alla sua estremità fa sgorgare il piccolo fiume Morsá.
L'altopiano che termina alla parete rocciosa continua ad essere coperto dal Vatnajökull. Parte dell'acqua di disgelo scorre sotto il ghiaccio sull'altopiano roccioso. Sul bordo superiore della parete, l'acqua emerge da sotto il ghiaccio e va immediatamente a formare un corso d'acqua principale e diversi più piccoli sul Morsárjökull, che inizia sotto. Lì si è creata una depressione profonda dai dieci ai quindici metri tra il ghiaccio e la roccia. Ai piedi delle cascate, invece, si trova una sorta di cono di ghiaccio alluvionale, formato dai seracchi che spesso cadono oltre il bordo della roccia. La frequente caduta dei blocchi di ghiaccio rende difficoltoso salire fino alla cascata per determinarne direttamente l'altezza.

## Accesso
Il punto più agevole per osservare Morsárfoss è sul monte Kristínartindar, la cui cima si trova sei chilometri in linea d'aria a sud della cascata. La montagna può essere raggiunta dopo diverse ore di cammino dall'ex Centro del Parco nazionale Skaftafell attraverso le cascate Svartifoss e Skaðafoss.
La cascata può essere raggiunta anche con un'escursione sul ghiacciaio risalendo il Morsárjökull, ma questo percorso richiede un'attrezzatura adeguata.

## Determinazione dell'altezza
La prima determinazione dell'altezza della cascata è stata una stima fatta il 12 giugno 2011, che ammontava a 228 metri. Il 29 giugno, il geologo Jón Viðar Sigurðsson, il capo della riserva naturale Lónsöræfi Unnur Jónsdóttir e il ranger del Parco Nazionale del Vatnajökull Guðmundur Ögmundsson hanno intrapreso una spedizione in cui hanno effettuato tre misurazioni in tre luoghi diversi e sono giunti alla conclusione che l'altezza visibile della cascata è di 227,3 metri, mentre l'altezza totale, tenendo conto delle parti coperte dal ghiaccio, dovrebbe essere superiore a 240 metri.